# Edmund Niziurski
Edmund Niziurski (sinh ngày 10 tháng 7 năm 1925 tại Kielce, mất ngày 9 tháng 10 năm 2013 tại Warsaw) là nhà biên kịch, nhà báo, nhà viết kịch người Ba Lan, đồng thời là nhà xã hội học và luật sư. Ông là một nhà văn nổi tiếng người Ba Lan và là tác giả của nhiều tiểu thuyết và truyện hài hước dành cho trẻ em. Những tác phẩm nổi tiếng nhất của ông là Księga Urwisów (1954), Đường đến Alcybiadesa (năm 1978 lọt vào IBBY Honor List), Những cuộc phiêu lưu không thể tin được của Marek Piegus (Giải Eagle Pióro do độc giả của " Płomyk " trao tặng năm 1970), Włczykijów Club , Naprzód, Tuyệt vời!, Adela, hiểu cho tôi!, Hàng trong Niekłaj, Cuộc khởi xướng thứ bảy.

## Tiểu sử
Niziurski sinh ra trong một gia đình trung lưu gia giáo ở Kielce. Ông là anh cả trong gia đình có ba anh chị em. Ông học trung học cơ sở tại Kielce nhưng phải gián đoạn việc học vì cuộc tấn công của Đức và Liên Xô vào Ba Lan. Vào tháng 9 năm 1939, ông được di tản đến Hungary cùng với gia đình, nơi ông dạy tiếng Pháp tại một trại tị nạn Ba Lan.
Ông trở về Ba Lan vào năm 1940 và trải qua phần còn lại của cuộc chiến tại làng Jeleniec, gần Ostrowiec để làm việc trong nhà máy Huta Ludwików. Ông theo học tại một trường trung học bất hợp pháp, nơi ông tốt nghiệp năm 1943 và bắt đầu học luật ở Jeleniec.
Sau khi chiến tranh kết thúc, ông tiếp tục học luật tại Đại học Công giáo Lublin và Đại học Jagiellonian. Ông học báo chí tại Trường Đại học Khoa học Xã hội ở Krakow trong những năm 1946-1947 và xã hội học tại Đại học Jagiellonian năm 1947. Năm 1947, ông hoàn thành nghiên cứu pháp lý và lấy bằng thạc sĩ, cùng năm đó kết hôn với Zofia Barbara Kowalska.

## Sự nghiệp
Ông xuất hiện lần đầu tiên với tư cách là một nhà thơ vào năm 1944 trên Biuletyn Informacyjny, một tạp chí do Home Army phát hành. Mặc dù một phần lớn tác phẩm của ông được viết cho khán giả trưởng thành, nhưng ông nhanh chóng nhận ra rằng mình có một sự tiếp xúc đặc biệt với những độc giả nhỏ tuổi. Ông bắt đầu làm việc với các tạp chí dành cho trẻ em như Płomyczek và Świat Młodych. Ông cũng làm việc với Đài phát thanh Ba Lan, tại đây ông đã viết các vở kịch trên đài phát thanh.
Ông sống ở Kielce, sau đó ở Katowice và cuối cùng, vào năm 1952, chuyển đến Warsaw. Ông làm phóng viên cho tuần báo Wiez , đồng thời viết sách cho riêng mình. Năm 1951, ông trở thành thành viên của Liên đoàn Nhà văn Ba Lan, và năm 1952 là thành viên của ZAiKS. Niziurski từng là thành viên của Hiệp hội Nhà văn Ba Lan ( Stowarzyszenie Pisarzy Polskich ). Trong những năm 1971-1982, ông thuộc Đảng Công nhân Thống nhất Ba Lan.
Theo dòng thời gian, những cuốn sách dành cho trẻ em và thanh thiếu niên của ông đã trở nên rất phổ biến, trong khi những cuốn tiểu thuyết viết cho người lớn lại ít được biết đến hơn nhiều. Năm 1975, ông được trao tặng Huân chương Nụ cười và năm 2008 nhận Huân chương Vì Văn hóa - Nghệ thuật Gloria.
Niziurski đã viết những câu chuyện sôi nổi, dí dỏm và hài hước chủ yếu xoay quanh cuộc sống học đường hàng ngày của các nhân vật tuổi teen, nhưng cũng chứa đựng các yếu tố xúc động, và trong các tác phẩm sau này của ông có thêm yếu tố khoa học viễn tưởng. Khi viết truyện về lứa tuổi 13, 14, ông thường cho nhân vật của mình mang tâm lí của những đứa trẻ trưởng thành hơn với một trí tuệ siêu phàm, vì ông tin rằng đọc giả nên phát huy hết khả năng của mình. Bằng cách này, ông đã giáo dục độc giả của mình một cách rất tinh tế và kín đáo.
Niziurski qua đời năm 2013, thọ 88 tuổi tại Warsaw .

## Tác phẩm nổi tiếng

### Tác phẩm văn học nổi tiếng
- Księga urwisów ( The Book of the Brats ), Iskry, Warsaw, 1954.
- Siódme wtajemniczenie ( Sáng kiến thứ bảy),
- Sposób na Alcybiadesa ( How To Get Alcibiades ), Iskry, Warsaw 1964, cũng là một bộ phim Spona năm 1998 tại IMDb.
- Niewiarygodne przygody Marka Piegusa ( Những cuộc phiêu lưu không thể tin được của Marek Piegus).

### Tác phẩm phim chuyển thể
- The Mystery of the Wild Shaft (1956) - một bộ phim dựa trên The Book of Urchins
- A Thousand Thalers (1959) - một bộ phim dựa trên kịch bản của Edmund Niziurski
- Code Name Nektar (1963) - phim, kịch bản của Leon Jeannot và Edmund Niziurski
- The Incredible Adventures of Mark Piegus (1966) - bộ phim truyền hình dựa trên tiểu thuyết cùng tên
- Weekend with a Girl (1968) - một bộ phim của Janusz Nasfeter dựa trên tiểu thuyết Wyraj (tiểu thuyết)
- Bí mật của khu vườn cũ (1983) - một bộ phim dựa trên tiểu thuyết Awantura w Niekłaju
- Spona (1998) - một bộ phim và loạt phim dựa trên tiểu thuyết The Way to Alcybiades (loạt phim được phát hành với tựa đề The Way to Alcybiades )
- Câu lạc bộ Vagabond hay Câu lạc bộ Vagabond và Bí mật của ông nội Hieronim (2015) - một bộ phim của Tomasz Szafrański dựa trên tiểu thuyết Klub Włczykijów

## Vinh danh và giải thưởng[8]
- Giải thưởng của Thủ tướng cho các tác phẩm dành cho giới trẻ - cho tiểu thuyết Księga urwisów (1955)
- Hiệp sĩ của Dòng chữ thập của Polonia Restituta (1959)
- Chữ thập của Sĩ quan của Trật tự Polonia Restituta (1970)
- Huân chương của Ủy ban Giáo dục Quốc gia.
- Huy hiệu "Nhà hoạt động văn hóa ưu tú".
- Chữ thập vàng "For Merits for Ba Lan Scouting Association".
- Giải thưởng của Ủy ban Phát thanh và Truyền hình về công tác phát thanh thiếu niên nhi đồng (1974).
- Huy hiệu danh dự ZAiKS.
- Huân chương Nụ cười (1975) - một danh hiệu quốc tế được trao tặng cho các hoạt động mang lại niềm vui cho trẻ em.[9]
- Huy chương vàng cho "Bằng khen cho Văn hóa Gloria Artis" (2008)

Hội đồng thành phố ở Kielce năm 2013 đã quyết định đặt tên quảng trường tại Kadzielnia theo tên của Edmund Niziurski  .